# Trentepohlia atrogenualis
Trentepohlia atrogenualis är en tvåvingeart som beskrevs av Alexander 1970. Trentepohlia atrogenualis ingår i släktet Trentepohlia och familjen småharkrankar.
Artens utbredningsområde är Rwanda. Inga underarter finns listade i Catalogue of Life.